# Шиндріліца
Шиндріліца (рум. Șindrilița) — село у повіті Ілфов в Румунії. Входить до складу комуни Геняса.
Село розташоване на відстані 19 км на північний схід від Бухареста, 138 км на південний схід від Брашова.

## Населення
За даними перепису населення 2002 року у селі проживали 1045 осіб, з них 1041 особа (99,6%) румунів. Усі жителі села рідною мовою назвали румунську.